# Лажне слике о љубави
 Лажне слике о љубави је други албум српске музичке групе Бабе. Објављен је 1995. године под окриљем издавачке куће ПГП РТС на аудио касети и компакт диск формату. На албуму се налази тринаест песама поп и рок жанра, а оне су снимане у студију Авала филма у Београду. Са албума се највише истакла песма Ко ме тер'о, за коју је снимљен и спот.
На албуму су као гости учествовали Мирослав Цветковић, Момчило Бајагић Бајага, Чедомир Мацура, Владимир Пејковић, Александра Стојановић, Лаза Ристовски и многи други.

## Песме
| Бр. | Назив песме                                     | Трајање |
| --- | ----------------------------------------------- | ------- |
| 1.  | Лажне слике о љубави                            | 02:30   |
| 2.  | Роб лове (химна раду)                           | 02:30   |
| 3.  | Ко ме тер'о                                     | 03:30   |
| 4.  | Месница                                         | 02:30   |
| 5.  | Пародија живота (ролна)                         | 02:30   |
| 6.  | Ћуретина (да сам знао да се играм лудом главом) | 03:15   |
| 7.  | Екскурзија                                      | 03:00   |
| 8.  | Шанкерица коло (љубав из интереса)              | 04:05   |
| 9.  | Луда жена                                       | 04:35   |
| 10. | Олуја                                           | 02:53   |
| 11. | Блуз из Србије                                  | 02:00   |
| 12. | Странац усранац                                 | 02:20   |
| 13. | Нећу III светски                                | 03:20   |

### Информације
- Аранжман: Данило Вукотић (траке 2, 5, 7 и 8) и Владимир Пејковић (2, 5, 7 и 8)
- Аранжман, бас: Дејан Шкопеља (траке 1—6, 8—10, 12 и 13)
- Аранжман, бубњеви: Влада Цветковић Цвек (траке 1—4, 6, 10, 12 и 13)
- Гитара: Видоја Божиновић (траке 1—6, 8—10, 12 и 13), Владан Недељковић (траке 3, 5, 7 и 13) и Зоран Илић (траке 2—5, 8—10 и 12)
- Текст, аранжман и вокал: Жика Миленковић
- Музика: Жика Миленковић (траке 1—7, 9—11 и 13)
- Музички продуцент: Жика Миленковић
- Вокали: Дејан Пејовић (траке 2,6, 11 и 12), Дејан Петровић (траке 2, 3, 5, 6, 9, 2 и 13), Чедомир Мацура (траке 2—6, 9, 12 и 13), Момчило Бајагић Бајага (траке 3 и 13), Александра Стојановић (трака 5), Мирослав Цветковић (траке 3, 5 и 13), Дејан Шкопеља (траке 2 и 13) и Владан Цветковић Цвек (траке 2 и 13).